# Рудолф IV (Тюбинген-Херенберг)
Рудолф IV/VI фон Тюбинген-Херенберг-Гултщайн (на немски: Rudolf IV/VI von Tübingen-Herrenberg-Gultstein; † 8 декември 1356) е граф/пфалцграф на Тюбинген-Херенберг-Гултщайн.

## Произход
Той е син на граф Еберхард „Шерер“ фон Тюбинген-Херенберг († 1302) и съпругата му Аделхайд фон Калв-Файхинген († сл. 1323), дъщеря на граф Конрад III фон Файхинген († 1283/1284) и Анес фон Тюбинген († 1298), дъщеря на граф Улрих I фон Тюбинген-Асперг († 1283) и Елизабет фон Феринген(† сл. 1264). Внук е на граф Рудолф I фон Тюбинген-Херенберг († 1277) и графиня Аделхайд фон Еберщайн-Сайн († сл. 1277).
Брат е на граф Конрад I фон Тюбинген-Херенберг († 1377) и Йохан фон Тüбинген фон Тюбинген († сл. 1329), свещеник във Файхинген.

## Фамилия
Рудолф IV/VI фон Тюбинген-Херенберг-Гултщайн се жени за Аделхайд фон Оксенщайн († 1386), дъщеря на Ото VI фон Оксенщайн в Ортенау († 1377) и Елизабет фон Хесен († 1339), дъщеря на ландграф Йохан фон Хесен († 1311) и Аделхайд фон Брауншвайг-Гьотинген († 1311). Те имат децата:
- Улрих V фон Тюбинген-Херенберг († 21 май 1377)
- Рудолф V фон Тюбинген († сл. 1361)
- Елизабет фон Тюбинген-Херенберг († сл. 1386)
- Аделхайд фон Тюбинген-Херенберг († 25 октомври 1367), монахиня в Лихтентал